# Diocese de Baticaloa
A Diocese de Baticaloa (em latim: Dioecesis Batticaloaensis, em tâmil:  மட்டக்களப்பு மறைமாவட்டம்) é uma circunscrição eclesiástica da Igreja Católica da cidade de Baticaloa, na Província Oriental, no Seri Lanca. Atualmente está em sede vacante.
A diocese foi estabelecida a 3 de julho 2012, como resultado da separação da Diocese de Triquinimale-Baticaloa. A primeira e mais antiga igreja desta diocese é a Igreja de Nossa Senhora da Apresentação.
Possui dezanove paróquias na forania de Baticalo e sete no decanato de Kalmunai. Possui sete santuários, como o Santuário de Santo António (Puliyanthivu), Santuário de Nossa Senhora de Fátima (Inginiyagala), Santuário de Nossa Senhora do Rosário (Periya Pullumalai), Santuário de Nossa Senhora do Perpétuo Socorro (Aayithiyamalai), Santuário de Nossa Senhora de Lurdes Pequena (Navatkudah), Santuário da Santa Cruz (Sorikkalmunai) e Santuário de São Judas Tadeu (Thettathivu).

## Bispos
|                          | Nome                        | Período   | Notas                     |        |
| Bispos                   | Bispos                      | Bispos    | Bispos                    | Bispos |
| ------------------------ | --------------------------- | --------- | ------------------------- | ------ |
| 1º                       | Joseph Ponniah              | 2012–2024 |                           |        |
| Administrador Apostólico |                             |           |                           |        |
|                          | Anton Ranjith Pillainayagam | 2024-     | Bispo auxiliar de Colombo |        |